# Abda
Abda è un comune di 3 123 abitanti situato nella contea di Győr-Moson-Sopron, nell'Ungheria nordoccidentale.